# Dohrniphora apharea
Dohrniphora apharea är en tvåvingeart som beskrevs av Giar-Ann Kung och Brown 2005. Dohrniphora apharea ingår i släktet Dohrniphora och familjen puckelflugor. Inga underarter finns listade i Catalogue of Life.